# 吉御子神社

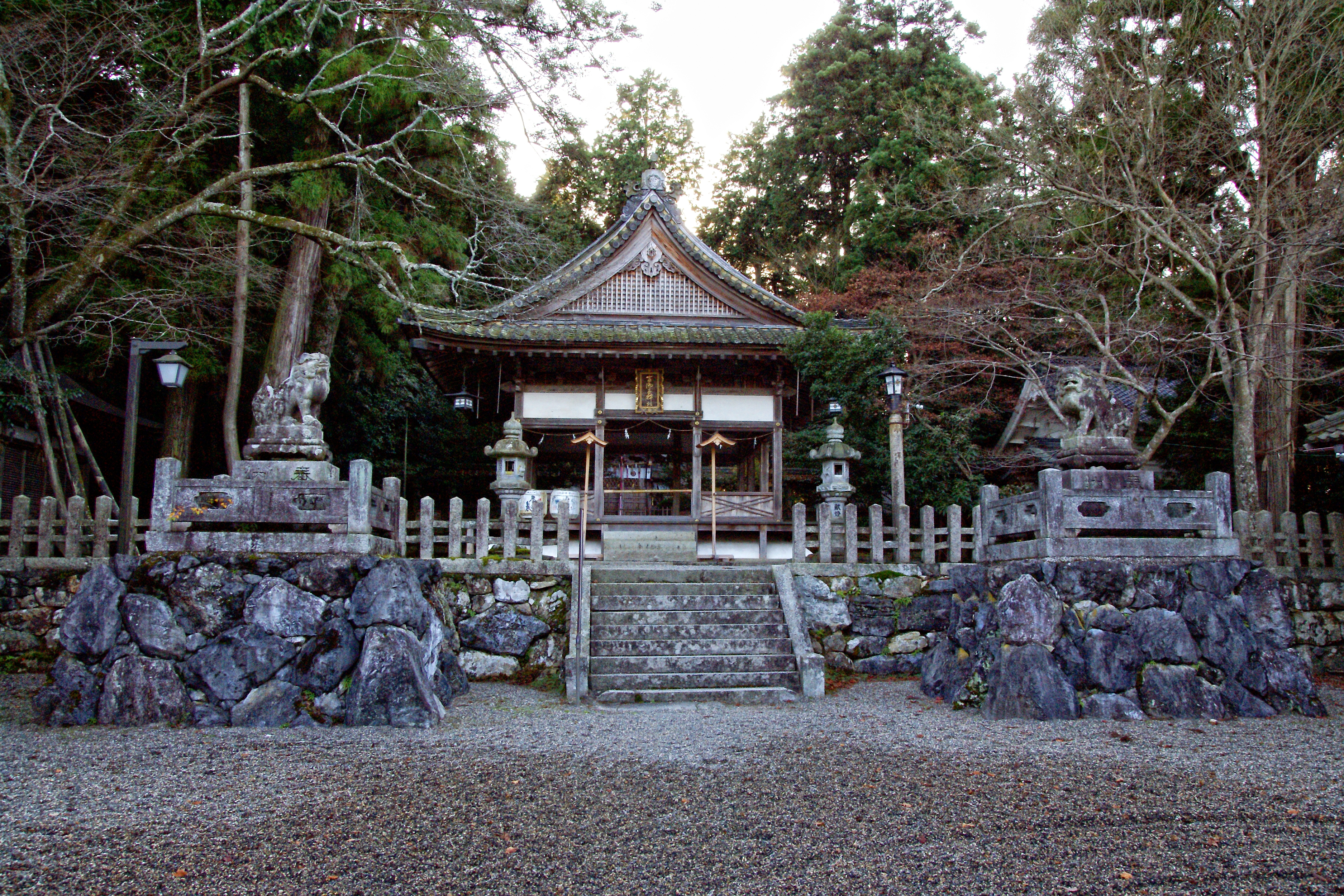
拝殿

吉御子神社（よしみこじんじゃ）は、滋賀県湖南市にある神社。式内社で、旧社格は村社。

## 概要
社伝によれば崇神天皇68年に神降があり、垂仁天皇2年に宇加之彦の子である吉彦命と吉姫命を谷黒の御前に祀ったことが創祀と伝わる。811年（弘仁2年）に災害によって町の東西に分社された内の西側の社にあたる。現在の本殿は、1864年（元治元年）に社殿が大破したことを受けて、翌1865年（慶応元年）に京都にある上賀茂神社の旧本殿を移築したもので、1921年（大正10年）に国の重要文化財に指定されている。南方約1kmに位置する吉姫神社は、吉御子神社の男神に対する女神という関係にある。

## 祭事
- 例祭：5月1日

※吉姫神社とは対の関係で、当日は両社から神輿が出る。これを「石部例大祭」と称する。

## 祭神
主祭神
- 吉彦命
- 鹿葦津姫命
- 吉姫命

配祭神
- 誉田別命（応神天皇）
- 猿田彦命

## 文化財
重要文化財（国指定）
- 本殿 - 京都上賀茂神社旧本殿（江戸時代前期建築、1865年移築）、三間社流造、檜皮葺、1921年4月30日指定
- 木造吉彦命坐像（附:木造随神坐像2躯） - 平安時代、木造

市指定文化財
- 神輿

## 現地情報
所在地
- 滋賀県湖南市石部西1-15-1

## アクセス

### 交通機関
- JR草津線石部駅から徒歩15分。

### 自動車
- 名神高速道路栗東ICから15分。

## 周辺
- 石部宿場の里、東海道石部宿歴史民俗資料館、臥龍の森（森林浴の森100選）
- 常楽寺
- 長寿寺、白山神社